# Partis politiques dans la Vallée d'Aoste
Différents partis politiques ont existé en Vallée d'Aoste, et historiquement, ils furent bien plus nombreux qu'aujourd'hui. Jamais un parti, à lui tout seul, n'a eu la possibilité d'arriver seul au pouvoir (même si l'Union valdôtaine constitue de loin le parti le plus important), ces partis doivent donc coopérer entre eux pour former des gouvernements de coalition.
Les partis politiques sont actuellement organisés en coalitions, à la fois au niveau national et régional.

## Coalitions
Les partis politiques valdôtains sont organisés en coalitions :
- Vallée d'Aoste Autonomie Progrès Fédéralisme[1]
  - Union valdôtaine
  - Stella Alpina
- Autonomie Liberté Démocratie
  - Autonomie Liberté Participation Écologie
  - Parti démocrate

## Partis régionalistes

### Partis actuels
- Union valdôtaine
- Union valdôtaine progressiste
- Autonomie Liberté Participation Écologie
- Stella Alpina
- Pour notre vallée
- Mouv'
- Ligue du Nord Vallée d'Aoste

### Anciens partis
- Rassemblement régional Val d'Aoste
- Groupe démocratique italien
- Rassemblement valdôtain
- Union démocratique valdôtaine
- Union valdôtaine progressiste
- Artisans et Commerçants valdôtains
- Démocrates populaires
- Liste pour la Zone Franche
- Union autonomiste
- Autonomistes démocrates progressistes
- Autonomistes indépendants
- Pour la Vallée d'Aoste
- Alliance populaire autonomiste
- Autonomistes
- Alé Vallée
- Renouveau valdôtain
- Vallée d'Aoste Vive
- Indépendantistes valdôtains
- Arcobaleno Vallée d'Aoste
- Fédération autonomiste

## Sources
- (en) Cet article est partiellement ou en totalité issu de l’article de Wikipédia en anglais intitulé « List of political parties in Aosta Valley » (voir la liste des auteurs).